# Еустахув
Еустахув (пол. Eustachów) — село в Польщі, у гміні Лопушно Келецького повіту Свентокшиського воєводства.
Населення — 370 осіб (2011).
У 1975-1998 роках село належало до Келецького воєводства.

## Демографія
Демографічна структура на день 31 березня 2011 року:
|          | Загалом | Допрацездатний вік | Працездатний вік | Постпрацездатний вік |
| -------- | ------- | ------------------ | ---------------- | -------------------- |
| Чоловіки | 188     | 50                 | 120              | 18                   |
| Жінки    | 182     | 37                 | 103              | 42                   |
| Разом    | 370     | 87                 | 223              | 60                   |